# Cuaxomulco
Cuaxomulco è un comune dello stato di Tlaxcala, nel Messico centrale, il cui capoluogo è la omonima località.
La municipalità conta 5.066 abitanti (2010) e ha un'estensione di 16,58 km².
Il nome Cuaxomulco in lingua nahuatl significa l'angolo pieno di alberi.